# Musicerande änglar

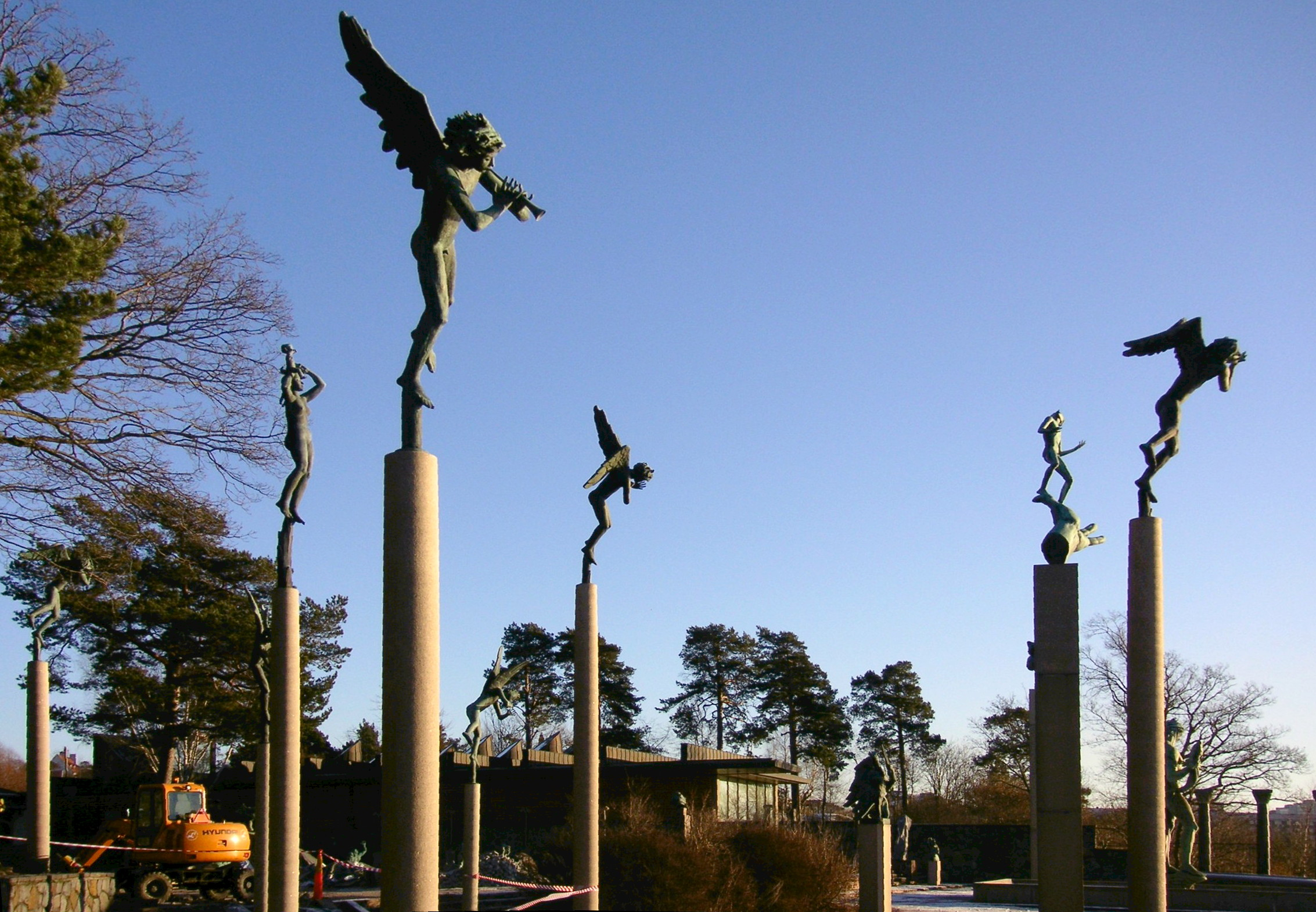
Musicerande änglar, Millesgården

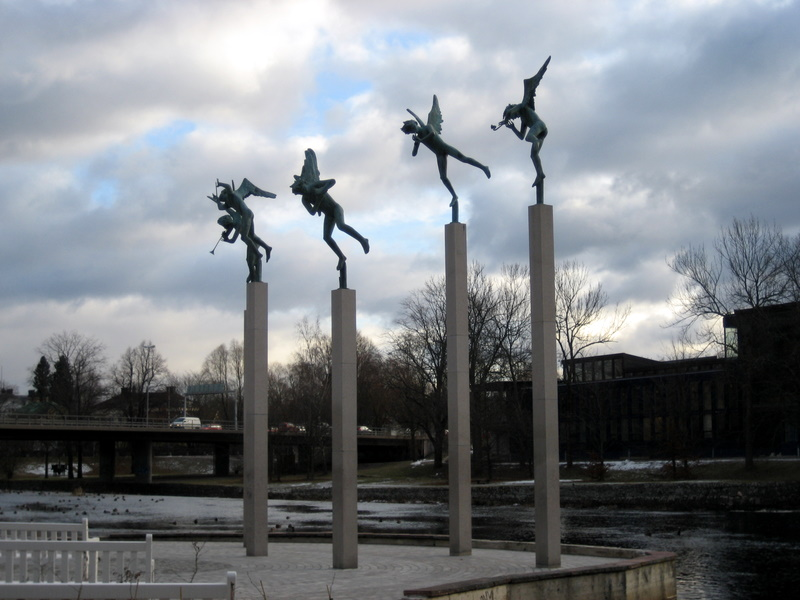
Fem musicerande genier, Gävle

Musicerande änglar, även kallad Fem musicerande genier eller Milles änglar, är en skulpturgrupp skapad av Carl Milles mellan 1949 och 1950. Gruppen består av fem musicerande pojkänglar med olika blåsinstrument. Änglarna är placerade på höga kolonner eller pelare.
Verket finns bland annat i Millesgårdens skulpturpark, Lidingö, på nedre terrassen, samt i Stadsträdgården i Gävle, mitt emot Gävle konserthus. I Gävle kallas de vanligen "Fem musicerande genier" eller vardagligen "Milles änglar". I Gävle är verket inköpt av GDJ-fonden.
Milles skapade mellan 1948 och 1952 flera liknande änglamotiv, bland annat Ängel med armbandsur och Flöjtspelande ängel. Om de fem musicerande änglarna nämnde Carl Milles själv att de kom en natt i sömnen till honom och han omgavs av musiken. Många av teckningar och idéer till nya verk under de sista åren, kom till honom i nattliga drömmar.
I ett brev skriver Carl Milles om änglagruppen 1953:
| ” | ...De är alla pojkänglar - alla musicerande - alla bringande glädje och lycka och hopp till människorna vare sig de är sjuka eller inte sjuka... | „ |

År 2005 gav svenska posten ut fyra frimärken med Carl Milles ängel-motiv. 